# Смајли (Тексас)
Смајли (енгл. Smiley) град је у америчкој савезној држави Тексас. По попису становништва из 2010. у њему је живело 549 становника.

## Демографија
Према попису становништва из 2010. у граду је живело 549 становника, што је 96 (21,2%) становника више него 2000. године.
| Група             | 2000.       | 2010.       |
| Белци             | 171 (37,7%) | 175 (31,9%) |
| Афроамериканци    | 0 (0,0%)    | 1 (0,2%)    |
| Азијати           | 0 (0,0%)    | 1 (0,2%)    |
| Хиспаноамериканци | 279 (61,6%) | 368 (67,0%) |
| Укупно            | 453         | 549         |